# Spanyol alaktan

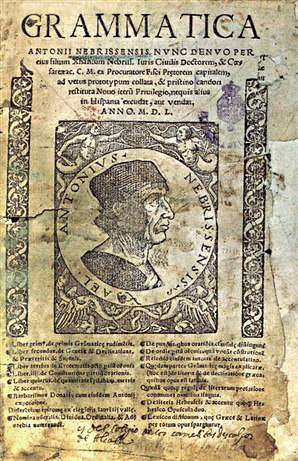
Az első spanyol nyelvtankönyv (Nebrija, 1492)

A spanyol nyelv alaktani (morfológiai) szempontból a flektáló nyelvek közé tartozik, amely röviden azt jelenti, hogy a szavak nehezen bonthatóak fel tőre és toldalékokra, inkább azok alakjának megváltozása fejezi ki a különböző funkciókat. Ezt az alakváltoztatást flexiónak nevezzük. A flexió a spanyolban lehet számbeli (egyes szám és többes szám megkülönböztetése), nembeli (a főnevek esetében hímnem és nőnem, a névmásoknál semleges is), az igék flexiója pedig személy–szám, mód, idő és aspektus szerint történhet. A spanyol alaktan – mint az újlatin nyelveké általában – a latin aranykori irodalmi nyelv alaktanához képest a névszóragozás radikális egyszerűsödését mutatja (az eseteket jelölő szóvégződések lekopása, valamint a hangsúlyrendszer átalakulásának köszönhetően), az igeragozási rendszerben viszont épp ellenkezőleg: a különféle körülírások térhódítása révén még tovább bővült a paradigma, új igeidők és formák születtek.

## A spanyol szavak végződése és többes száma

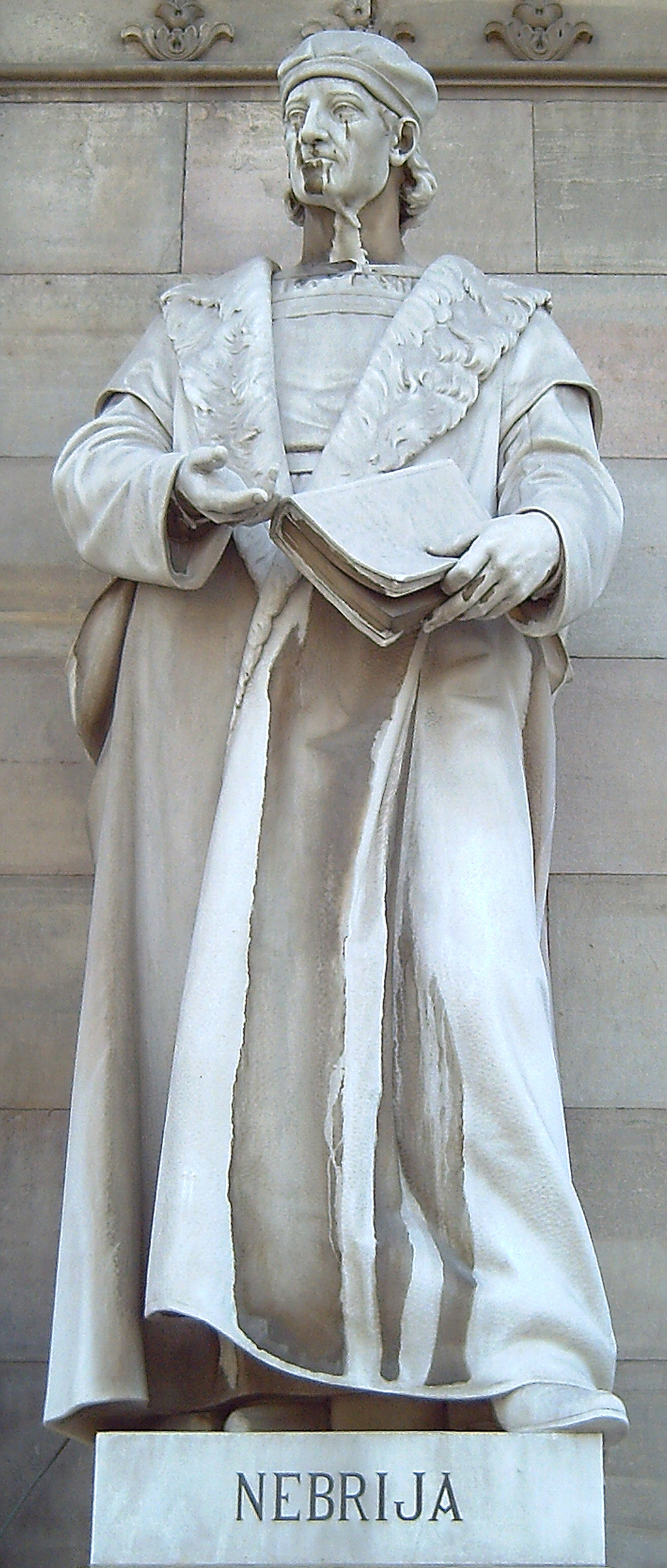
Antonio de Nebrija szobra Madridban, a Biblioteca Nacional de España bejáratánál

A spanyol szavak magánhangzóra, az -y félhangzóra, valamint korlátozott számú mássalhangzóra – -d, -l, -n, -s, -r, -z, tudományos szavakban lehet még -m, -t, -x, illetve mindössze néhány szóban -j – végződhetnek. A leggyakoribb végződések a magánhangzó, az -s és az -n. Egyéb mássalhangzóra csak idegen szavak végződhetnek, a tudományos szavakban előforduló -x és -ps végződéseken kívül nem tűr meg más mássalhangzó-torlódást sem.

### A többes szám képzési módjai(El plural)
A spanyolban a többes szám képzése – a szóhangsúlytól és a végződéstől függően – háromféleképpen történhet:
- -s hozzáadásával,
- -es hozzáadásával,
- ∅, vagyis a többes számú alak megegyezik az egyes számúval.

A spanyol -s többes szám – akárcsak a többi nyugati újlatin nyelvben – a latin tárgyesetű többes számból származik, mivel a vulgáris latinban a névszóragozás leegyszerűsödése során a tárgyeset lett a szavak elsődlegesen használt alakja. (Nyelvészek kutatásai szerint eredetileg mindenütt az -s volt a többes szám jele a vulgáris latinban, csak mivel a szóvégi -s keleten eltűnt, ezért a többes számot a latin a- és o-tövű alanyesetű többes számmal helyettesítették.) Az -es többes számú végződésben az -e- történetileg azt a szóvégi -e hangot őrzi, amely a nyelvi fejlődés során (már az óspanyol korszakban) lekopott az egyes számú alakokban. Ez tehát azt is jelenti, hogy minden spanyol szó, amely ma mássalhangzóra végződik, az óspanyol korszak kezdetén -e-re végződött.

#### A többesszám-képzés általános szabályai
- -s hozzáadásával képezzük:
  - a bármely hangsúlytalan magánhangzóra végződő szavak többes számát: például casa/casas ’ház/házak’, noche/noches ’este/esték’, libro/libros ’könyv/könyvek’;
  - a hangsúlyos -á, -é, -ó végződésű szavak többes számát: például sofá/sofás ’kanapé/kanapék’, café/cafés ’kávé/kávék’, plató/platós ’színtér/színterek’;
  - a nem -s, -x végződésű idegen szavak többes számát: például iceberg/icebergs ’jéghegy/jéghegyek’
- -es hozzáadásával képezzük:
  - az -l, -r, -n, -d, -z, -j, -y mássalhangzókra végződő szavak többes számát: például canal/canales ’csatorna/csatornák’, actor/actores ’színész/színészek’, tren/trenes ’vonat/vonatok’, actitud/actitudes ’viselkedés/viselkedések’, reloj/relojes ’óra/órák’ <szerkezet>, ley/leyes ’törvény/törvények’;
    - a -z végződésű szavak többes száma -ces: például actriz/actrices ’színésznő/színésznők’, pez/peces ’hal/halak’;

  - a hangsúlyos -í, -ú végződésű népnevek többes számát: például bantú/bantúes ’bantu/bantuk’, iraní/iraníes ’iráni/irániak’;
  - az -s, -x végződésű egyszótagú vagy véghangsúlyos szavak többes számát: fax/faxes ’fax/faxok’, mes/meses ’hónap/hónapok’, autobús/autobuses ’busz/buszok’;
- a többes számú alak megegyezik az egyes számúval (vagyis változatlan):
  - a nem véghangsúlyos -s, -x végződésű szavakban: például bíceps ’karizom/karizmok’, virus ’vírus/vírusok’, tórax ’mellkas/mellkasok’.
  - az -l, -r, -n, -d, -z, -j végződésű harmadéles – tudományos vagy idegen – szavak: például polisíndeton ’kötőszóhalmozás/kötőszóhalmozások’.

Összefoglalva:
| Végződés     | Végződés               | A szó hangsúlyozása             | A szó hangsúlyozása             | A szó hangsúlyozása             |
| Végződés     | Végződés               | végéles                         | másodéles                       | harmadéles                      |
| ------------ | ---------------------- | ------------------------------- | ------------------------------- | ------------------------------- |
| magánhangzó  | -a, -e, -o             | -s                              | -s                              | -s                              |
| magánhangzó  | -i, -u                 | -es                             | -s                              | -s                              |
| félhangzó    | -y                     | -es vagy (idegen szavakban) -is | -es vagy (idegen szavakban) -is | -es vagy (idegen szavakban) -is |
| mássalhangzó | -l, -r, -n, -d, -z, -j | -es (-z: → -ces)                | -es (-z: → -ces)                | ∅                               |
| mássalhangzó | -s, -x                 | -es                             | ∅                               | ∅                               |
| mássalhangzó | egyéb                  | -s                              | -s                              | -s                              |

#### Kivételek és idegen szavak
- A hangsúlyos -í, -ú végződésű szavaknál – a népnevek kivételével – a többes szám képzésében ingadozás figyelhető meg: tabú/tabúes/tabús ’tabu/tabuk’, bisturí/bisturíes/bisturís ’szike/szikék’ stb. Mindazonáltal a művelt norma szerint -es végződés ajánlott.
- A mássalhangzóra végződő, főleg idegen, valamint az eredeti formában átvett latin (tudományos) szavak többes számának képzése változó, sokszor ingadozást mutat: déficit/déficits vagy déficit, club/clubes vagy clubs, récord/récords vagy récord, ultimátum/ultimatos/ultimátums/változatlan, álbum/álbumes vagy álbums stb.
- A rendhagyó többesszámú szavakat a szótárak jelzik, például carácter/caracteres, régimen/regímenes, lord/lores stb.
- A spanyol ábécé betűinek többes száma: aes, bes, ces, ches, des, es/ees, efes, ges, haches, íes, jotas, kas, eles, elles, emes, enes, eñes, oes, pes, cus, erres, eses, tes, úes, uves, equis, íes griegas / yes, zetas.

### A többes szám és a hangsúly
A többes szám képzésekor a szóhangsúly – az előző részben említett rendhagyó esetek kivételével – megőrzi eredeti helyét, így az -es jelet kapó többesszámú szavaknál, mivel a szótagszám eggyel növekszik, a hangsúlyt jelölő ékezetet ennek megfelelően (szükség szerint) el kell hagyni vagy ki kell tenni a hangsúlyozás szabályainak figyelembevételével: például canción/canciones ’dal/dalok’, volumen/volúmenes ’kötet/kötetek’, útil/útiles ’hasznos/hasznosak’ stb.

## A névelő(El artículo)
A spanyol névelő használata nagyjából megegyezik a magyar névelők használatával. A névelőt nemben és számban ugyanúgy egyeztetni kell a főnévvel, mint a mutató névmásokat és a mellékneveket (lásd lentebb).

### A határozott névelő(El artículo definido)
A klasszikus latinban nem használtak határozott névelőt; az újlatin nyelvekben – néhány kivételtől eltekinve – a latin ILLE, ILLA, ILLUD, ILLOS, ILLAS mutatónévmások és ragozott alakjai leegyszerűsédéséből alakultak ki. Alakjai a spanyolban:
| Szám   | hímnem | nőnem   | semlegesnem |
| ------ | ------ | ------- | ----------- |
| egyes  | el     | la (el) | lo          |
| többes | los    | las     | —           |

Példák: el libro ’a könyv’ / los libros ’a könyvek’, la mesa ’az asztal’ / las mesas ’az asztalok’, lo bueno ’a jó’, lo malo ’a rossz’. A kiejtésben hangsúlyos a-val (írásban a- vagy ha-) kezdődő szavak előtt az erőltetett hangzás elkerülésére a la nőnemű határozott névelő egyes számban el alakot vesz fel: el área (de: las áreas), el habla (de: las hablas). Ez az el névelő csak azonos alakú a hímnemű el névelővel, ugyanis a hímnemű el nevélő a latin ILLE, a nőnemű el és la alakok pedig egyaránt a latin ILLA rövidüléseiből származnak (ILLA > óspanyol ela > el / la). Ugyanezekből az alakokból származnak egyúttal a harmadik személyű személyes névmások is, amelyeknek szintén nem voltak önálló alakjaik a latinban; ennek szemléltetésére lásd az alábbi táblázatot:
| Szám / eset                                                                           | Latin               | Spanyol         | Spanyol               |
| Szám / eset                                                                           | Latin               | hangsúlyos alak | hangsúlytalan alak    |
| Szám / eset                                                                           | Alanyeset           | Alanyeset       | Alanyeset             |
| ------------------------------------------------------------------------------------- | ------------------- | --------------- | --------------------- |
| Egyes szám                                                                            | ILLE (hímnem)       | él (névmás)     | el (névelő)           |
| Egyes szám                                                                            | ILLA (nőnem)        | ella (névmás)   | la, el* (névelő)      |
| Egyes szám                                                                            | ILLUD (semlegesnem) | ello (névmás)   | lo (névelő)           |
| Egyes szám                                                                            | Tárgyeset           |                 |                       |
| Egyes szám                                                                            | ILLUM (hímnem)      | —               | lo (névmás)           |
| Egyes szám                                                                            | ILLAM (nőnem)       | —               | la (névmás)           |
| Egyes szám                                                                            | ILLUD (semlegesnem) | —               | lo (névmás)           |
| Egyes szám                                                                            | Részes eset         |                 |                       |
| Egyes szám                                                                            | ILLI                | —               | le (névmás)           |
| Többes szám                                                                           | Tárgyeset           | Alanyeset       | Alanyeset / tárgyeset |
| Többes szám                                                                           | ILLOS (hímnem)      | ellos (névmás)  | los (névelő / névmás) |
| Többes szám                                                                           | ILLAS (nőnem)       | ellas (névmás)  | las (névelő / névmás) |
| Többes szám                                                                           | Részes eset         |                 |                       |
| Többes szám                                                                           | ILLIS               | —               | les (névmás)          |
| * Hangsúlyos a- vagy ha- kezdetű szavak előtt (kivétel a betűk nevei: la a, la hache) |                     |                 |                       |

### A határozatlan névelő(El artículo indefinido)
Alakjai:
| Szám   | hímnem | nőnem    | semlegesnem |
| ------ | ------ | -------- | ----------- |
| egyes  | un     | una (un) | —           |
| többes | unos   | unas     | —           |

Példák: un libro ’egy könyv’ / unos libros ’egy pár (néhány) könyv’, una chica ’egy lány’ / unas chicas ’néhány lány’. A határozott névelőhöz hasonlóan, a kiejtésben hangsúlyos [a]-val (írásban a- vagy ha-) kezdődő szavak előtt az erőltetett hangzás elkerülésére az una nőnemű határozatlan névelő egyes számban un-ra rövidül: un alma ’egy lélek’, un hada ’egy tündér’ (vö: unas almas ’néhány lélek’, unas hadas ’néhány tündér’).

## A főnév(El sustantivo)

### A főnevek neme(Género de los sustantivos)
A spanyol nyelvben a főnevek hímneműek vagy nőneműek lehetnek. Semlegesneműek csak a melléknévből főnevesített elvont fogalmak lehetnek (ezt lásd a melléknevek tárgyalásánál). A jelentés, valamint általában a végződés alapján el lehet dönteni, hogy az adott szó milyen nemű, a nem egyértelmű eseteket a szótárak jelzik.
- Hímneműek a férfiakat, férfi foglalkozásokat, valamint a hím állatokat jelentő főnevek: el padre, el profesor, el cura, el perro, el toro, el león;
  - a hét napjai, a hónapok, égtájak, színek, gyümölcsfák nevei: el martes, el diciembre, el Sur, el manzano;
  - a folyók, tavak, tengerek, óceánok, vulkánok nevei: el Amazonas, el Titicaca.
  - Általában hímneműek: az -o, -í, -ú, -l, -n, -r, -s, valamint a görög eredetű -ma, -ta végződésű főnevek.
- Nőneműek a nőket, női foglalkozásokat, nőstény állatokat jelölő főnevek: la actriz, la madre, la perra;
  - a betűk, gyümölcsök, tudományok, betegségek nevei: la uve, la manzana, la Biología, la pulmonía;
  - a szigetek neve: las Baleares;
  - a -ción, -sión, -xión; -dad, -tad, -tud; -ies, -icie; -umbre végződésű fogalmak: la canción, la pasión, la flexión, la soledad, la libertad, la juventud, la caries, la especie, la incertidumbre.
  - Általában nőneműek: az -a, -ez, valamint az -is végződésű főnevek: la casa, la niñez, la crisis, la tesis.

Egyes hímnemű végződéseknek megvan a nőnemű párja: -o → -a/-ina, -e → -a, -or → -ora, -tor → -tora/-triz, -ión → -iona, -ta → -tisa, mássalhangzó → -a/-esa.
A főnevek egy része közös nemű (género común), azaz mindkét nemben ugyanazt az alakot veszik fel, csak a determinánsaik változnak nemük szerint: el joven / la joven ’a fiatal (férfi/nő)’.
Vannak olyan főnevek, amelyek hímnemben mást jelentenek, mint nőnemben: el capital ’a tőke’ / la capital ’a főváros’. (Ezek valójában azonos alakú, de eltérő főnevek.)
Néhány főnév kétnemű (género ambiguo), vagyis megkülönböztetés nélkül használható hím- és nőnemben is: el/la mar ’a tenger’. Ritkán előfordul az is, hogy egyes számban hímnemű a főnév, de többes számban nőnemű: arte histórico ’történelmi művészet’, de: bellas artes ’szépművészetek’.

### A főnévragozás
A spanyolban főnévragozás szó szerinti értelemben nem létezik, az eseteket elöljárószókkal fejezik ki. Jellegzetesség, hogy a tárgyesetet élőlény, illetve fogalmak esetén, továbbá a kétértelműség kiküszöbölésére más esetben is, az a szócska jelzi, amely a tárgyesetű főnevet (vagy névszói szerkezetet) előzi meg: Ayer vi a tu padre. ’Tegnap láttam az apádat.’, A la guerra sigue la paz. ’A háborút béke követi.’, La guerra sigue a la paz. ’A háború a békét követi.’. A részes esetet szintén az a elöljárószó jelöli, amelyet általában az igei részes névmással kombinálva használnak (a tárgyesettől való megkülönböztetésre): pregúntale a tu padre ’kérdezd meg az apádtól’. A birtokos esetet a de elöljárószóval képzik: la casa de tu hermano ’a testvéred háza’. Összefoglalva:
| Eset          | Élőlény, fogalom | Élettelen, tárgyak |
| ------------- | ---------------- | ------------------ |
| Tárgyeset     | a                | ∅                  |
| Részes eset   | (le, les) a      | (le, les) a        |
| Birtokos eset | de               | de                 |

## A melléknév(El adjetivo)
A melléknév olyan szófaj, amely a főnév mellett állva annak valamilyen tulajdonságát fejezi ki. A spanyolban a melléknevek általában állhatnak a jelzett szó előtt is és után is: bizonyos esetekben ez jelentéskülönbséget von maga után. Pl: un gran hombre ’Egy nagy(szerű) ember’, ezzel szemben un hombre grande ’egy nagy(darab) ember’. Mindazonáltal gyakrabban áll a melléknév a jelzett szó után.

### A melléknevek nyelvtani egyeztetése(La concordancia gramatical)
A melléknevet nemben és – a magyarral és az angollal ellentétben – számban is egyeztetni kell a jelzett főnévvel: una casa bella ’egy szép ház’, tres buenos libros ’három jó könyv’. Amennyiben a melléknév hím- és nőnemű élőlényekre vagy dolgokra utal együttesen, úgy a hímnemű többes számú alakot kell használni: dos chicos y una chica buenos ’két jó fiú és egy jó lány’.
A legtöbb melléknévnek külön hímnemű és nőnemű alakja van, vannak viszont olyanok, amelyeknek egyetlen (hímnemben és nőnemben azonos) alakjuk van: un amigo feliz / una amiga feliz / unos amigos felices ’egy boldog barát/barátnő / néhány boldog barát’. A semlegesnemű alak megegyezik a hímneművel, és önállóan is használható (névelővel, elvont fogalomként): lo bueno, lo malo ’a jó, a rossz’. Az utóbbiak nyelvtani szempontból valójában semlegesnemű főnevek.
Vannak melléknevek, amelyek hímnemű, vagy hím- és nőnemű főnevek előtt egyaránt, egyes számban lerövidülnek: un buen libro / un libro bueno ’egy jó könyv’, de: una buena casa ’egy jó ház’. Mindkét nemben lerövidül a grande melléknév: un gran profesor / una gran profesora ’egy nagyszerű tanár/tanárnő’.
A fenti szabály nem érvényesül, ha a melléknév fokozva van: mi más grande amigo ’a legnagyszerűbb barátom’.

### A melléknevek fokozása(El grado de los adjetivos)
A spanyolban a mellékneveket – a magyarhoz hasonlóan – fokozzák. A következő fokozatok vannak:
- alapfok (grado positivo) – megegyezik a szótári alakkal;
- középfok (grado comparativo) – az alapfokú alakból a más ’inkább’ vagy menos ’kevésbé’, illetve a que ’mint’ szócskákkal képezzük: este libro es más caro que aquél ’ez a könyv drágább, mint az’, esta casa es menos grande que aquélla ’ez a ház kevésbé olyan nagy, mint az’. Egyenlő mértékű dolgok összehasonlításánál a tan ’(ugyan)olyan’, illetve como ’amilyen’ szócskákat használják: este libro es tan bueno como aquél ’ez a könyv ugyanolyan jó, amilyen (mint) az’.
- komparatív felsőfok (superlativo relativo) – a középfokú alak elé névelőt teszünk: este libro es el más caro ’ez a könyv a legdrágább’, esta casa es la más grande ’ez a ház a legnagyobb’.
- abszolút felsőfok (superlativo absoluto) – a melléknévhez az -ísimo (-a,-os,-as) alak hozzáadásával képezzük, magyar jelentése pedig megközelítőleg a ’nagyon’ határozónak felel meg: grande/grandísimo ’nagy/nagyon nagy’. A -ble végű melléknevek abszolút felsőfoka -bilísimo: amable/amabilísimo ’kedves/nagyon kedves’.

Több melléknévnek (a szabályos fokozása mellett) van rendhagyó közép-, illetve abszolút felsőfoka is. A rendhagyó közép-, illetve felsőfok sok esetben átvitt értelmű.
| Alapfok            | Jelentés           | Középfok                  | Felsőfok                        | Felsőfok                        |
| Alapfok            | Jelentés           | Középfok                  | szabályos (köznyelvi)           | rendhagyó (művelt)              |
| ------------------ | ------------------ | ------------------------- | ------------------------------- | ------------------------------- |
| alto               | magas/felső        | más alto vagy superior    | altísimo                        | supremo (átv.)                  |
| amigo              | baráti             | más amigo                 | amiguísimo                      | amicísimo                       |
| antiguo            | régi               | más antiguo               | antiquísimo                     | antiquísimo                     |
| bajo               | alacsony           | más bajo, inferior (átv.) | bajísimo                        | ínfimo (átv.)                   |
| bueno              | jó                 | más bueno, mejor          | buenísimo                       | óptimo, bonísimo                |
| creíble, increíble | hihető, hihetetlen | más creíble / increíble   | credibilísimo / incredibilísimo | credibilísimo / incredibilísimo |
| fuerte             | erős               | más fuerte                | fuertísimo                      | fortísimo                       |
| grande             | nagy               | más grande, mayor         | grandísimo                      | máximo (átv.)                   |
| malo               | rossz              | peor (ritk. más malo)     | malísimo                        | pésimo                          |
| mucho              | sok; nagyon        | más                       | muchísimo                       | muchísimo                       |
| pequeño            | kicsi              | más pequeño, menor        | pequeñísimo                     | mínimo (átv.)                   |
| poco               | kevés              | menos                     | poquísimo                       | poquísimo                       |
| pobre              | szegény            | más pobre                 | pobrísimo                       | paupérrimo                      |
| pulcro             | ápolt              | más pulcro                | pulquérrimo                     | pulquérrimo                     |

## A számnevek(Los numerales)
A spanyolban négyféle számnevet tartanak számon: tőszámnevek (numerales cardinales), sorszámnevek (numerales ordinales), szorzószámnevek (numerales multiplicativos), valamint tört- vagy osztószámnevek (numerales fraccionarios vagy partitivos).

### A tő- és sorszámnevek(Los numerales cardinales y ordinales)

#### Képzésük általános szabályai
A tőszámneveket 29-ig egybe írják, 31-től felfelé pedig a tízesekhez az y szócskával kapcsolják az egyeseket. Az ezreseknél a mil számnév rendhagyó módon mindig egyes számban áll (a miles alak átvitt értelemben használatos, vö. magyarul: ’ezrek’). A milliósokat a jelzett szóhoz a de szócskával kell kapcsolni, a millón, millones előtti számnév mindig hímnemű alakban áll (például un millón de personas ’egymillió ember’, tres millones de forintos ’hárommillió forint’). A tőszámnevek esetén a 0-val, valamint 2-től kezdődően a főnév többes számban áll: cero pesetas, una peseta, dos pesetas (’0 peseta, 1 peseta, 2 peseta’). A 100-as tőszámneveket 200-zal kezdődően nemben a főnévvel egyeztetik: doscientos alumnos (’kétszáz tanuló’), quinientas personas (’ötszáz személy’).
A sorszámnevek nemben és számban igazodnak a jelzett főnévhez: sus primeros libros (’az első könyvei’). A 10-es és 20-as sorszámneveket külön is lehet írni, ebben az esetben mindkét tagot egyeztetni kell a jelzett szóval: például la vigesimoquinta edición vagy la vigésima quinta edición, ’a huszonötödik kiadás’. A hagyományos (művelt) undécimo, -ma és duodécimo, -ma mellett léteznek a modern (képzett) alakok is: decimoprimer, -ro, -ra és decimosegundo, -da. Mindkettő egyaránt használatos, bár a köznyelvben az utóbbi az elterjedtebb. A primer és tercer alakok Spanyolországban hímnemű főnevek előtt állnak, Latin-Amerikában nőnemű főnevek előtt is használhatóak (ezek az összetett sorszámnevekre is vonatkoznak):
- Spanyolországban: el tercer libro, mi primera casa (’a harmadik könyv’, ’az első házam’);
- Latin-Amerikában: el tercer libro, mi primer(a) casa, la tercer(a) chica (’a harmadik lány’). A sorszámneveket a 30-asokon felül a köznyelvben szinte egyáltalán nem használják (a tanulatlanabbak nem is ismerik őket), helyettük a megfelelő tőszámnevek használatosak. Például 1975. = milésimo noningentésimo septuagésimo quinto (művelt) szemben a (número) mil novecientos setenta y cinco (köznyelvi) alakkal.

#### Alakjaik
A fentiek figyelembevételével, a tőszámnevek és a sorszámneveket az alábbi táblázatban foglaljuk össze. (A nyelvtani nem szerint változó végződéseket a spanyol akadémiai szótárakban szereplő formában adtuk meg, kötőjel nélkül – például décimo, ma).
| Tőszámnevek | Sorszámnevek |
| --- | --- |
| 1. un, uno, una 2. dos 3. tres 4. cuatro 5. cinco 6. seis 7. siete 8. ocho 9. nueve 10. diez 11. once 12. doce 13. trece 14. catorce 15. quince 16. dieciséis 17. diecisiete 18. dieciocho 19. diecinueve 20. veinte 21. veintiún, veintiuno, veintiuna 22. veintidós 23. veintitrés 24. veinticuatro 25. veinticinco 26. veintiséis 27. veintisiete 28. veintiocho 29. veintinueve 30. treinta 31. treinta y un, uno, una stb. 1. cuarenta 2. cincuenta 3. sesenta 4. setenta 5. ochenta 6. noventa 7. cien 8. ciento un, uno, una 9. ciento diez stb. 10. doscientos, tas 11. trescientos, tas 12. cuatrocientos, tas 13. quinientos, tas 14. seiscientos, tas 15. setecientos, tas 16. ochocientos, tas 17. novecientos, tas 18. mil 19. mil un, uno, una stb. 20. dos mil stb. | 1. primer, ro, ra 2. segundo, da 3. tercer, ro, ra 4. cuarto, ta 5. quinto, ta 6. sexto, ta 7. séptimo, ma 8. octavo, va 9. noveno, na 10. décimo, ma 11. undécimo, ma vagy decimoprimer, ro, ra vagy décimo, ma primer, ro, ra 12. duodécimo, ma vagy decimosegundo, da vagy décimo, ma segundo, da 13. decimotercer, ro, ra vagy décimo, ma tercer, ro, ra 14. decimocuarto, ta vagy décimo, ma cuarto, ta 15. decimoquinto, ta vagy décimo, ma quinto, ta 16. decimosexto, ta vagy décimo, ma sexto, ta 17. decimoséptimo, ma vagy décimo, ma séptimo, ma 18. decimoctavo, va vagy décimo, ma octavo, va 19. decimonoveno, na vagy décimo, ma noveno, na 20. vigésimo, ma 21. vigesimoprimer, ro, ra vagy vigésimo, ma primer, ro, ra 22. vigesimosegundo, da vagy vigésimo, ma segundo, da 23. vigesimotercer, ro, ra vagy vigésimo, ma tercer, ro, ra 24. vigesimocuarto, ta vagy vigésimo, ma cuarto, ta 25. vigesimoquinto, ta vagy vigésimo, ma quinto, ta 26. vigesimosexto, ta vagy vigésimo, ma sexto, ta 27. vigesimoséptimo, ta vagy vigésimo, ma, séptimo, ma 28. vigesimoctavo, va vagy vigésimo, ma, octavo, va 29. vigesimonoveno, na vagy vigésimo, ma, noveno, na 30. trigésimo, ma 31. trigésimo, ma primer, ro, ra stb. 1. cuadragésimo, ma 2. quincuagésimo, ma 3. sexagésimo, ma 4. septuagésimo, ma 5. octogésimo, ma 6. nonagésimo, ma 7. centésimo, ma 8. centésimo, ma primer, ro, ra 9. centésimo, ma décimo, ma stb. 10. ducentésimo, ma 11. tricentésimo, ma 12. cuadringentésimo, ma 13. quingentésimo, ma 14. sexcentésimo, ma 15. septingentésimo, ma 16. octingentésimo, ma 17. noningentésmo, ma 18. milésimo, ma 19. milésimo, ma un, uno, una stb. 20. dosmilésimo stb. |

### A szorzószámnevek(Los numerales multiplicativos)
A szorzószámnevek sora korlátozott, mindössze 2-től 13-ig, valamint a 100 rendelkezik külön szorzószámnévvel. E számnevek 8-ig három (egy nemben invariábilis, valamint egy hímnemű és egy nőnemű), 9-től felfelé csak kettő (hímnemű és nőnemű) alakkal rendelkeznek. Melléknévként az -o és -a végű alakokat ma már gyakorlatilag nem használják, a köznyelvben szinte kizárólag az -e végű alakok használatosak, főként a doble, triple és a cuádruple. A szorzószámnevek az alábbiak:
| Szám                            | Szorzószámnév | Jelentése |
| ------------------------------- | --- | --- |
| 2 3 4 5 6 7 8 9 10 11 12 13 100 | doble, duplo, dupla triple, triplo, tripla cuádruple, cuádruplo, cuádrupla quíntuple, quíntuplo, quíntupla séxtuple, séxtuplo, séxtupla séptuple, séptuplo, séptupla óctuple, óctuplo, octupla nónuplo, nónupla décuplo, décupla undécuplo, undécupla duodécuplo, duodécupla terciodécuplo, terciodécupla céntuplo, céntupla | kettős, kétszeres, dupla hármas, háromszoros, tripla négyes, négyszeres ötös, ötszörös hatos, hatszoros hetes, hétszeres nyolcas, nyolcszoros kilences, kilencszeres tízes, tízszeres tizenegyes, tizenegyszeres tizenkettes, tizenkétszeres tizenhármas, tizenháromszoros százas, százszoros |

### A törtszámnevek(Los numerales fraccionarios)
A törtszámnevek képzésének szabálya viszonylag egyszerű:
- az 1/2 medio, -dia vagy (csak főnévként) mitad, az 1/3 tercio, cia;
- 1/4-től 1/10-ig megegyeznek a sorszámnevekkel (például cuarto, quinto stb.);
- az 1/11 undécimo, ma vagy onceavo, va, az 1/12 duodécimo, ma vagy doceavo, va;
- 1/13-tól 1/99-ig a megfelelő tőszámnévhez az -avo, -ava hozzáadásával képződnek, egybe írva (például treceavo ’tizenharmad’, dieciseisavo ’tizenhatod’, cincuentaisieteavo ’ötvenheted’ stb.); ’huszad’ és ’harmincad’ esetében használható még a sorszámnévvel azonos alak is (veinteavo, va vagy vigésimo, ma, illetve treintavo, va vagy trigésimo, ma);
- 1/100-tól felfelé ismét megegyeznek a sorszámnevekkel (például centésimo, milésimo, dosmilésimo stb.).

## A hét napjai, a hónapok, évszakok, a dátum és az idő
Az idő jellegű mennyiségek, időszakok kifejezése sajátosságai miatt külön figyelmet érdemel. Mivel egyik fejezet alá sem sorolható be pontosan, így ebben a részben tárgyaljuk.

### A hét napjai(Días de la semana)
A hét első öt napjának elnevezése – mint a többi újlatin nyelven is általában – a bolygók (pontosabban a bolygókhoz kapcsolódó római istenek) neveiből származik, ami ókori római hagyományokra tekint vissza. Az utolsó két nap elnevezése vallási eredetű.
| lunes     | hétfő     | (< Luna, a Hold napja)                                                              |
| martes    | kedd      | (< Marte, a Mars napja)                                                             |
| miércoles | szerda    | (< Mercurio, a Merkúr napja)                                                        |
| jueves    | csütörtök | (< Júpiter, a Jupiter napja)                                                        |
| viernes   | péntek    | (< Venus, a Vénusz napja)                                                           |
| sábado    | szombat   | (< SABBATUM < gör. σάββατον [szábbaton] < héber sabbát < akkád sabattum, ’pihenés’) |
| domingo   | vasárnap  | (< Dueño, vagyis az Úr napja)                                                       |

A spanyol alakok a latin DIES (’nap’) mellett a nap nevét jelző genitivusból származnak (például DIES VENERIS ’a Vénusz napja’), az utolsó kettő kivételével, melyek közül a SABBATUM önálló főnév, a DOMINICUS pedig szintén a DIES mellett álló jelző („az Úr napja”): [DIES] LUNAE, MARTIS, MERCURII, IOVIS, VENERIS, SABBATUM, DOMINICUS (a lunes és a miércoles -s végződése a martes, jueves és viernes végződéseinek analógiájára jött létre).
A hét napjai rendhagyó módon önmagukban határozók is egyben, vagyis időhatározóként való használatukkor nem elöljárószó, hanem névelő a vonzatuk: el lunes ’hétfőn’, los domingos ’vasárnaponként’, viszont: de lunes a viernes ’hétfőtől péntekig’.

### A hónapok és az évszakok(Los meses y las estaciones del año)
- A hónapok nevei: enero, febrero, marzo, abril, mayo, junio, julio, agosto, septiembre, octubre, noviembre, diciembre.
- Az évszakok nevei: primavera ’tavasz’, verano ’nyár’, otoño ’ősz’, invierno ’tél’.
- melléknevek: primaveral ’tavaszi’, veraniego, -ga ’nyári’, otoñal ’őszi’, invernal ’téli’.

A hónapok és az évszakok időhatározói vonzata az en elöljárószó: en enero ’januárban’, en primavera ’tavasszal’.
Az évszakokhoz tartozó időjárási jelenségeket személytelen igékkel fejezik ki. Önálló ige csak az „esik [az eső]” és a „havazik” jelentésekben létezik, a többit az hacer (’tesz, csinál’) igével képzik, amely mindig egyes szám harmadik személyben áll:
- llueve (llovió, llovía, lloverá stb. → inf. llover) – ’esik [az eső]’;
- nieva (nevó, nevaba, nevará stb. → inf. nevar) – ’esik a hó’, ’havazik’;
- hace calor – ’meleg van’ (szó szerint: ’meleget tesz [az idő]’);
- hace veinte grados – ’húsz fok van’ (szó szerint: ’húsz fokot tesz’);

### A dátum és az idő(La fecha y la hora)
A spanyol dátum kifejezése a magyarhoz képest fordított sorrendben történik (nap–hónap–év), elemeit egymáshoz a de birtokos szócskával kapcsolják. A napok határozói esetének névelő a vonzata: el 3 de marzo de 2008 ’2008. március 3-án’.
Az idő iránti kérdés általában a ¿Qué hora es? ’Hány óra van?’, ritkábban (főleg Latin-Amerikában) a ¿Qué horas son?. Az idő kifejezésének lehetséges módjai néhány példán keresztül bemutatva:
- Es la una. – ’1 óra van.’
- Es la una y cuarto – ’Negyed kettő van.’ (szó szerint: ’egy és negyed’).
- Son las dos (horas) y media. – ’Fél 3 van.’ (szó szerint: ’kettő és fél’).
- Son las seis menos cuarto. – ’Háromnegyed hat van.’ (szó szerint: ’hat kevesebb negyeddel’).
- Son las tres (horas) y/con cuarenta (minutos). – ’Három óra negyven perc van.’
- Son las cinco menos diez. – ’Tíz perc múlva lesz öt.’ (szó szerint: ’öt kevesebb tízzel’).

Az idő múlását az időjáráshoz hasonlóan az hacer, vagy – választékos nyelvben – az haber személytelen (egyes szám harmadik személyű) alakjával fejezik ki:
- hace tres meses vagy tres meses ha – ’három hónappal ezelőtt’;
- desde hace dos semanas – ’két hete [tart]’.

## A határozószók(Los adverbios)
A spanyolban vannak önálló és képzett határozószók. Az önálló határozószók vagy melléknévből, vagy közvetlenül a latinból származnak, de számos melléknév egyben határozószó is. A képzett határozószók a melléknév nőnemű alakjához a -mente szócska hozzáadásával keletkeznek, például claro/claramente, primero/primeramente. Gyakran csak a melléknév hímnemű alakját használják határozószóként: sólo (solamente), primero (primeramente) stb. A határozószókat ugyanúgy fokozzuk, mint a mellékneveket. Az alábbiakban bemutatjuk a leggyakoribb határozószókat jellegük szerint csoportosítva.

### Helyhatározószók(Adverbios de lugar)
| abajo          | le, lent, lefelé                |
| acá            | ide, itt, errefelé              |
| adelante       | előre                           |
| adentro        | be, bent, belül                 |
| afuera         | ki, kint, kívül                 |
| ahí            | ott [nálad], arrafelé           |
| alante, ’lante | = adelante (biz./nép.)          |
| alrededor      | körülötte, a környékén          |
| allá           | oda, ott, arrafelé [a távolban] |
| allí           | ott                             |
| aquí           | itt                             |

| arriba   | fel, fent, felfelé                         |
| atrás    | hátra, vissza                              |
| cerca    | közel                                      |
| debajo   | alul                                       |
| delante  | elöl, előtt                                |
| dentro   | bent, belül                                |
| detrás   | mögött, mögé                               |
| encima   | fent, felül, felett                        |
| enfrente | szemben                                    |
| fuera    | kint, kívül (kifejezés: ¡fuera! ’kifelé!’) |
| lejos    | messze, távol                              |

A helyhatározószók vonzata határozói szerkezetekben – a sztenderd írott nyelvben – a de elöljáró: delante del edificio ’az épület előtt’, encima de la mesa ’az asztalon’, lejos de la casa ’messze a háztól’ stb.
A beszélt nyelvben bizonyos határozóknál, személyek esetén gyakran a birtokos névmás használata váltja fel a sztenderd norma szerinti „de + elöljárós eset” szerkezetet: detrás de mí (művelt) → detrás mío (köznyelvi) ’mögöttem’.

### Időhatározószók(Adverbios de tiempo)
| ahora      | most                    |
| ahorita    | most rögtön, most éppen |
| anoche     | tegnap este             |
| anteanoche | tegnap előtt este       |
| anteayer   | tegnapelőtt             |
| antenoche  | = anteanoche            |
| antes      | előbb, előtte           |
| antier     | = anteayer (főként Am.) |
| aún        | még                     |
| ayer       | tegnap                  |
| después    | később, utána           |
| entonces   | akkor                   |

| entresemana   | hétköznap                |
| hoy           | ma                       |
| jamás         | [soha] többé             |
| luego         | később, majd             |
| mañana        | holnap                   |
| nunca         | soha, valaha             |
| pasado mañana | holnap után              |
| tarde         | későn                    |
| temprano      | korán                    |
| todavía       | még                      |
| ya            | már; máris, most, rögtön |

### Módhatározószók(Adverbios de modo)
| así      | így, úgy                |
| asimismo | ugyanígy, hasonlóképpen |
| bien     | jól, rendesen           |
| deprisa  | gyorsan, sietve         |
| despacio | lassan                  |
| mal      | rosszul                 |

| más       | jobban, inkább, többé |
| nomás     | csak                  |
| solamente | csak, csupán, egyedül |
| sólo      | = solamente           |
| también   | éppúgy, is, szintén   |
| tampoco   | sem, szintén nem      |

### Egyéb határozószók(Otros adverbios)
| además   | egyébként, különben           |
| apenas   | alig, aligha                  |
| bastante | eléggé, meglehetősen          |
| casi     | majdnem, szinte, csaknem      |
| incluso  | sőt, beleértve                |
| menos    | kevésbé; kivéve               |
| mucho    | (igével vagy önállóan) nagyon |

| muy       | (melléknév vagy határozó előtt) nagyon |
| no        | nem, ne                                |
| poco      | kicsit, kissé                          |
| quizá'(s) | talán                                  |
| sí        | igen                                   |
| talvez    | (Am.) = tal vez, talán                 |

## A névmások(Los pronombres)

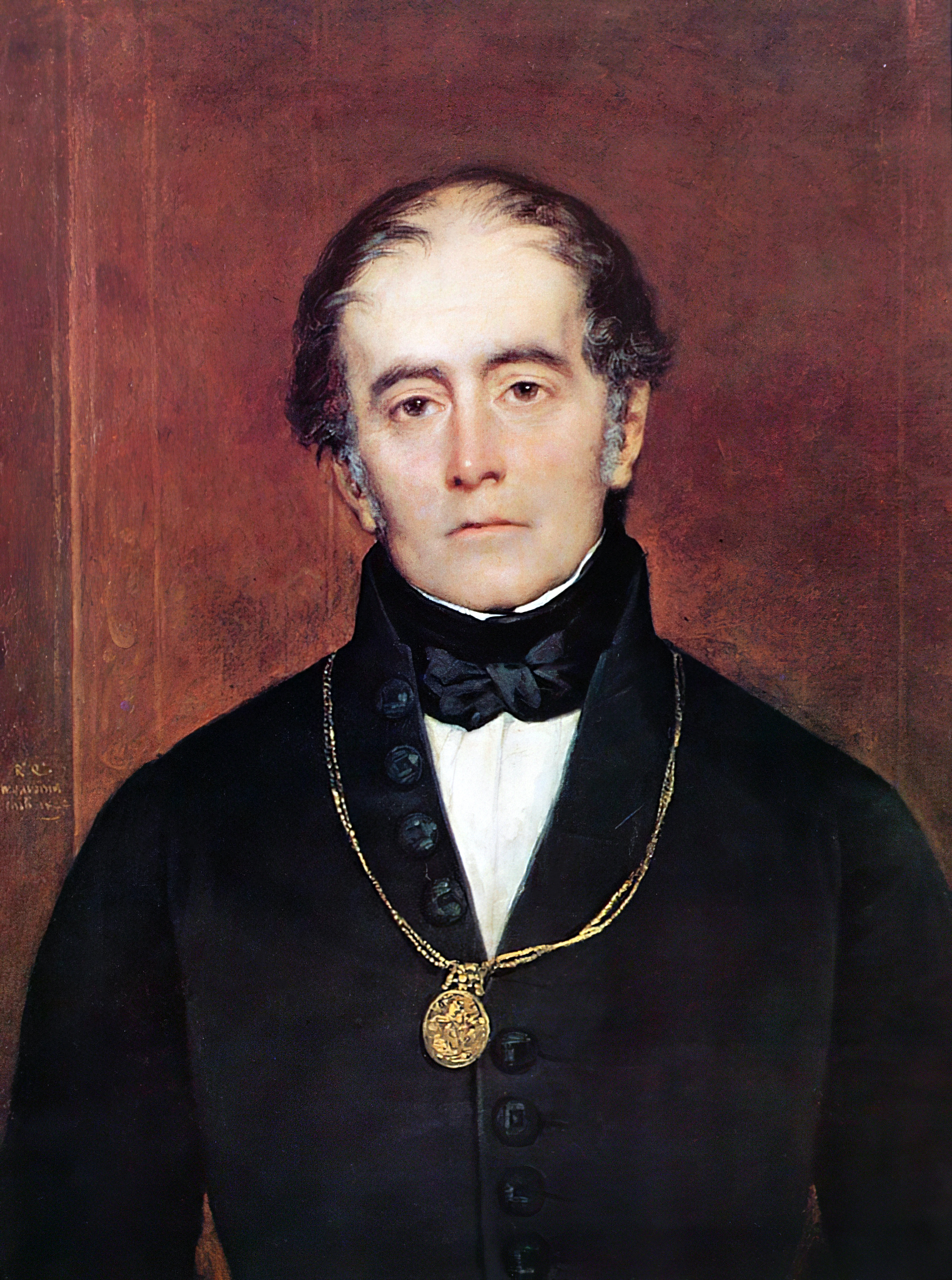
Andrés Bello (1781–1865), a nyelvtani újításairól híres venezuelai grammatikus portréja (Raymond Monvoisin festménye)

A névmás, ahogy neve is mutatja, mindig valamilyen főnevet (tulajdonnevet) helyettesítő szófaj. A spanyolban a névmások hím-, nő- és semlegesneműek lehetnek. (A semlegesnemű névmásoknak csak egyes számú alakja létezik, mivel azok mindig egy, meghatározatlan dolgok összességére utalnak.)

### A személyes névmások(Los pronombres personales)
A spanyol személyes névmások két nagy csoportra oszthatók. Az első tartoznak a tulajdonképpeni személyes névmások, amelyek lehetnek hangsúlyosak (félszabad morféma), illetve hangsúlytalanok, amelyeket kizárólag igével használnak (kötött morféma). A második csoportot a birtokos névmások alkotják.

#### A személyes névmások ragozása(La flexión pronominal)
A személyes névmásokat a mondatban betöltött szerepük szerint ragozzuk. A következő esetek léteznek: alany- (nominativo), illetve megszólító eset (vocativo), tárgyeset (acusativo vagy complemento directo), részes eset (dativo vagy complemento indirecto), visszaható névmás (pronombre reflexivo), valamint határozói vagy elöljárós eset (preposicional). A határozói és az alany/megszólító eset kivételével a ragozott névmások önállóan nem, csak igével állhatnak, annak részét képezik. Ennek megfelelően a spanyol irodalom hangsúlyos (pronombres tónicos), illetve hangsúlytalan (pronombres átonos) névmásoknak is nevezi őket összefoglalva.
A spanyol hangsúlytalan személyes névmások (me, te, se, nos, os) a latin tárgy- és határozói esetből (ME, TE, SE, NOS, VOS), a spanyol határozói esetű névmások pedig a latin részes esetből (MIHI, TIBI, SIBI) származnak. A latinban harmadik személyű személyes névmás nem létezett, helyette mutató névmásokat használtak, így a spanyolban ezek a névmások – a határozott névelőhöz hasonlóan – a latin ILLE, ILLA, ILLUD; ILLUM, ILLAM, ILLUD; ILLOS, ILLAS; ILLI, ILLIS mutató névmások folytatásai. A személyes névmás ragozását az alábbi táblázat mutatja be.
| Szám / személy | A névmásragozás esetei               | A névmásragozás esetei   | A névmásragozás esetei | A névmásragozás esetei    | A névmásragozás esetei            |
| Szám / személy | Alanyi/megszólító                    | Tárgyas                  | Részes                 | Visszaható részes/tárgyas | Elöljárós                         |
| -------------- | ------------------------------------ | ------------------------ | ---------------------- | ------------------------- | --------------------------------- |
| E/1            | yo                                   | me                       | me                     | me                        | mí, conmigo                       |
| E/2            | tú vos                               | te                       | te                     | te                        | ti, contigo vos                   |
| E/3            | él, ella, ello (ő) usted (ön)        | lo (le), la, lo (őt/önt) | le (se)                | se                        | él, ella, ello; usted sí, consigo |
| T/1            | nosotros, nosotras                   | nos                      | nos                    | nos                       | nosotros, nosotras                |
| T/2*           | vosotros, vosotras                   | os                       | os                     | os                        | vosotros, vosotras                |
| T/3            | ellos, ellas (ők) ustedes (önök, ti) | los (les), las           | les (se)               | se                        | ellos, ellas; ustedes sí, consigo |

A sí ’saját maga, saját maguk/magatok’ jelentésű névmásnak csak határozói esete van. A mí, ti, sí névmások a con ’-val, -vel’ elöljárószóval rendhagyó alakokat képeznek: conmigo (’velem, magammal)’, contigo (’veled, magaddal’) és consigo (’saját magával, saját magukkal/magatokkal’). A harmadik személyű részes esetű le, les névmást eufónikus okokból a se váltja fel a tárgyesetű (lo, la, los, las) névmással együtt történő használatakor:
| +   | lo                                | los                               | la                                | las                               |
| --- | --------------------------------- | --------------------------------- | --------------------------------- | --------------------------------- |
| le  | se lo, ´-selo                     | se los, ´-selos                   | se la, ´-sela                     | se las, ´-selas                   |
| les | se lo, ´-selo                     | se los, ´-selos                   | se la, ´-sela                     | se las, ´-selas                   |
| les | Latin-Amerikában: se los, ´-selos | Latin-Amerikában: se los, ´-selos | Latin-Amerikában: se las, ´-selas | Latin-Amerikában: se las, ´-selas |

Például: le hago esto → se lo hago ’megteszem [azt] neki’, que les digas esto → díselo(s) ’mondd meg nekik [azt]’.
További megjegyzések a névmások használatához
- A többes szám második személyű vosotros/-as, os alakokat csak Spanyolországban használják, másutt a többes szám harmadik személyű ustedes ’önök, maguk’ alak használatos ’ti’ jelentésben is. Spanyolországban tárgyesetben is a le/les névmást használják hímnemben személyekre a lo/los helyett, megkülönböztetésül az élettelentől.
- A hangsúlytalan személyes névmások (tárgy, részes és visszaható) az ige előtt állnak, illetve a felszólító módú állító alakhoz, valamint az igenevekhez simulószóként tapadnak: te digo ’mondom neked’, se conocen ’ismerik egymást’; dime ’mondd nekem’, conózcanse ’ismerjék meg egymást’. A hangsúlyos (alany- és határozói eset) személyes névmásokat önállóan, elöljárszóval használjuk: a ti ’neked/téged’, para mí ’számomra’, por sí ’(saját) magától’. Hangsúlytalan névmások használata esetén (tárgy- és részes esetben) a hangsúlyos névmás nyomatékosításra használható: te amo ’szeretlek téged’, a ti te amo vagy te amo a ti ’téged szeretlek’ (nem mást).
- Ha több névmás áll egymás mellett, akkor a sorrend kötött: [Alany]–[se]–[te/os]–[me/nos]–[le(s)/lo(s)/la(s)]. Példák: yo te lo digo ’én neked megmondom azt’, se me cayó el boli ’leesett a tollam’.
- A se névmás harmadik személyben általános alanyként is használatos: se vende(n) libros ’könyveket árulnak’ (’könyvek eladatnak’), se habla castellano ’spanyolul beszélnek’ (’spanyol beszéltetik’) stb.

Az „indirekt tárgyeset”
A spanyolban több olyan ige van, amelyet magyarul tárgyesettel használunk, ezzel szemben spanyolul a részes esetű névmás (le, les) a vonzata. Ezt nevezzük „indirekt tárgyeset”-nek is. Sok esetben az ige mindkét névmással használható, azonban jelentése eltérhet: például llamarlo ’hívni (nevezni) őt’ és llamarle ’hívni (értesíteni) őt’.

#### A birtokos névmások(Los pronombres posesivos)
A birtokos névmások hangsúlytalanok és hangsúlyosak lehetnek. Előbbieket birtokos determinánsnak (birtokos névelőnek) is nevezik, mivel tulajdonképpen a névelő szerepét is egyben betöltik. Fontos tudni, hogy a birtokos névmás számban és nemben a birtokkal, és nem a birtokossal egyezik, ahogy az angolban.
| A birtokos személye | Hangsúlytalan alak  | Hangsúlytalan alak   | Hangsúlyos alak           | Hangsúlyos alak      |
| A birtokos személye | egy birtok (h., n.) | több birtok (h., n.) | egy birtok (h., n., s.)   | több birtok (h., n.) |
| ------------------- | ------------------- | -------------------- | ------------------------- | -------------------- |
| E/1                 | mi                  | mis                  | mío, mía, mío             | míos, mías           |
| E/2                 | tu                  | tus                  | tuyo, tuya, tuyo          | tuyos, tuyas         |
| E/3                 | su                  | sus                  | suyo, suya, suyo          | suyos, suyas         |
| T/1                 | nuestro, nuestra    | nuestros, nuestras   | nuestro, nuestra, nuestro | nuestros, nuestras   |
| T/2                 | vuestro, vuestra    | vuestros, vuestras   | vuestro, vuestra, vuestro | vuestros, vuestras   |
| T/3                 | su                  | sus                  | suyo, suya, suyo          | suyos, suyas         |

Példák a birtokos névmások használatához: mi libro vagy el libro mío ’az én könyvem’, mis libros vagy los libros míos ’az én könyveim’, este libro es mío ’ez a könyv az enyém’, estos libros son míos ’ezek a könyvek az enyéim’, aquella es su casa ’az az ő háza’, aquella casa es suya ’az a ház az övé’, eso es tuyo ’az [mind] a tied’ (s.).

### A mutató névmások(Los pronombres demostrativos)
A magyarral ellentétben a spanyolban három távolságot különböztetnek meg a mutató névmások: a beszélőhöz közel, a hallgatóhoz közel, valamint mindkettőtől távol. Ez a tulajdonság a latinból öröklődött, ahol szintén így épült fel a rendszer, annak ellenére, hogy a spanyol alakok etimológiailag nem pontosan az azonos jelentésű latin mutató névmásokból származnak. Eredetükre nézve a közelre mutató névmások az ISTE, ISTA, ISTUD, ISTOS, ISTAS, a köztesek az IPSE, IPSA, IPSUM, IPSOS, IPSAS alakokra vezethetőek vissza, míg a távolra mutatóak az ECCU(M) ’íme’ + ILLE, ILLA, ILLUD, ILLOS, ILLAS ’az’ összetételeiből származnak. A mutató névmások alakjai az alábbi táblázatban láthatóak.
| Szám   | Közelre mutató névmások | Közelre mutató névmások | Közelre mutató névmások | Köztes mutató névmások | Köztes mutató névmások | Köztes mutató névmások | Távolra mutató névmások | Távolra mutató névmások | Távolra mutató névmások |
| Szám   | h.                      | n.                      | s.                      | h.                     | n.                     | s.                     | h.                      | n.                      | s.                      |
| ------ | ----------------------- | ----------------------- | ----------------------- | ---------------------- | ---------------------- | ---------------------- | ----------------------- | ----------------------- | ----------------------- |
| egyes  | este                    | esta                    | esto                    | ese                    | esa                    | eso                    | aquel                   | aquella                 | aquello                 |
| többes | estos                   | estas                   | —                       | esos                   | esas                   | —                      | aquellos                | aquellas                | —                       |